# Comuna Biała Podlaska
Biała Podlaska este o comună (în poloneză: gmina) rurală în powiat Biała Podlaska, voievodatul Lublin, Polonia.
Comuna acoperă o suprafață de 324,76 km² și are, potrivit datelor din anul 2006, o populație de 12.299.